# Stade Marcel-Tribut
Le stade Marcel-Tribut est un stade de football, situé à Dunkerque (Nord). Son club résident est l'USL Dunkerque. Initialement de 1 200 places, le stade a subi plusieurs transformations et peut désormais accueillir 5 000 spectateurs pour le championnat de Ligue 2 BKT.
Le stade doit son nom à Marcel Tribut, qui est considéré comme le fondateur et l’âme du football dunkerquois. Il a accompagné durant plusieurs décennies le développement du football dunkerquois.

## Histoire

### La naissance du stade
La ville de Dunkerque souhaite dès 1927 créer un terrain de sport en entrée de la ville. Pour ce faire, la Ville loue un terrain de trois hectares au ministère de la Guerre et le rétrocède au plus important club sportif de l’époque - l’Union Racing Dunkerque Malo (URDM) - pour qu’il construise le stade et l’exploite. Présidée par Marcel Tribut et riche de 1 400 membres, l’URDM se partage à l’époque entre la pratique du football et du rugby sur le stade de la Victoire.

Une fois les subventions trouvées auprès de l'État et de la ville de Dunkerque, l’URDM construit le « parc des sports du square Jacobsen » qui deviendra rapidement le stade Marcel-Tribut. Il est inauguré le 6 septembre 1931 en présence de Charles Valentin, maire, Henri Jooris, président de la ligue du Nord. L'équipement s'étend sur une surface de trois hectares et possède une tribune de 1 200 places. Il est ouvert à la pratique du football, du rugby et de l’athlétisme en étant doté d’une piste de 400 mètres.

### Un nouveau stade Tribut après-guerre
Détruit en grande partie durant la Seconde Guerre mondiale, le club, devenu entretemps OD en 1934, puis USD en 1954, cède ses dommages de guerre à la Ville qui devient alors propriétaire du stade Tribut. Le nouveau stade Tribut est reconstruit entre 1956 et 1967.
Le stade est composé de deux tribunes centrales. Une tribune « honneur » qui accueille public, bureaux, salles et vestiaires et la seconde tribune « debout » a été réalisée dans les années 1960.
Le stade dispose de 12 000 places qui furent remplies notamment lors des derby avec le RC Lens ou encore le LOSC mais aussi lors des grands match contre l'Olympique lyonnais en ¼ de finale de la Coupe de France en 1971 (deux défaites 3-1 puis 3-2 au match retour) mais aussi contre l'Olympique de Marseille en D2 (2-2, devant 7 300 spectateurs).
Pour la saison 2008-2009, des loges VIP ont été installées entre la tribune assise et la salle de tennis.

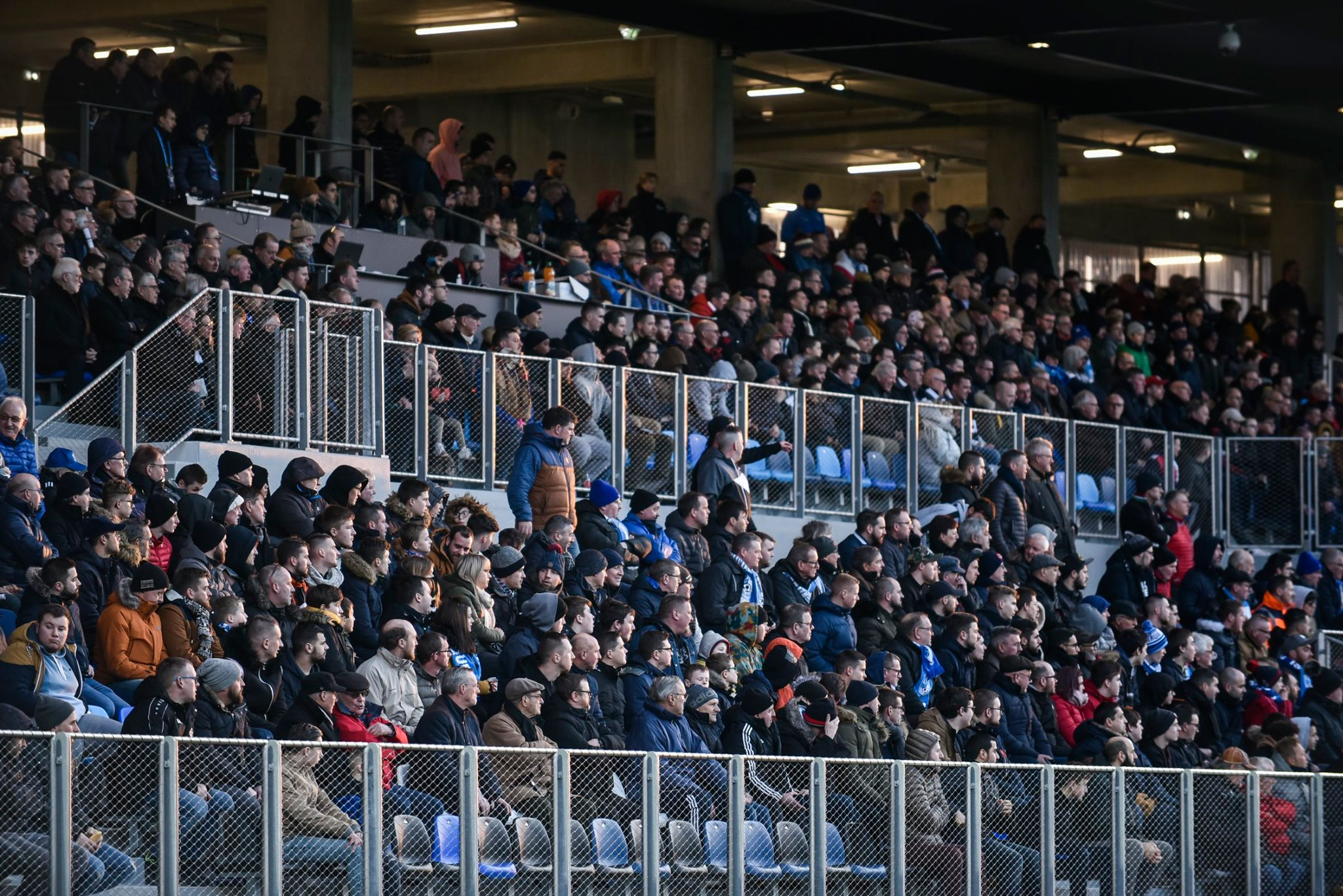
Tribune pleine lors d'un match de Ligue 2 BKT en 2021

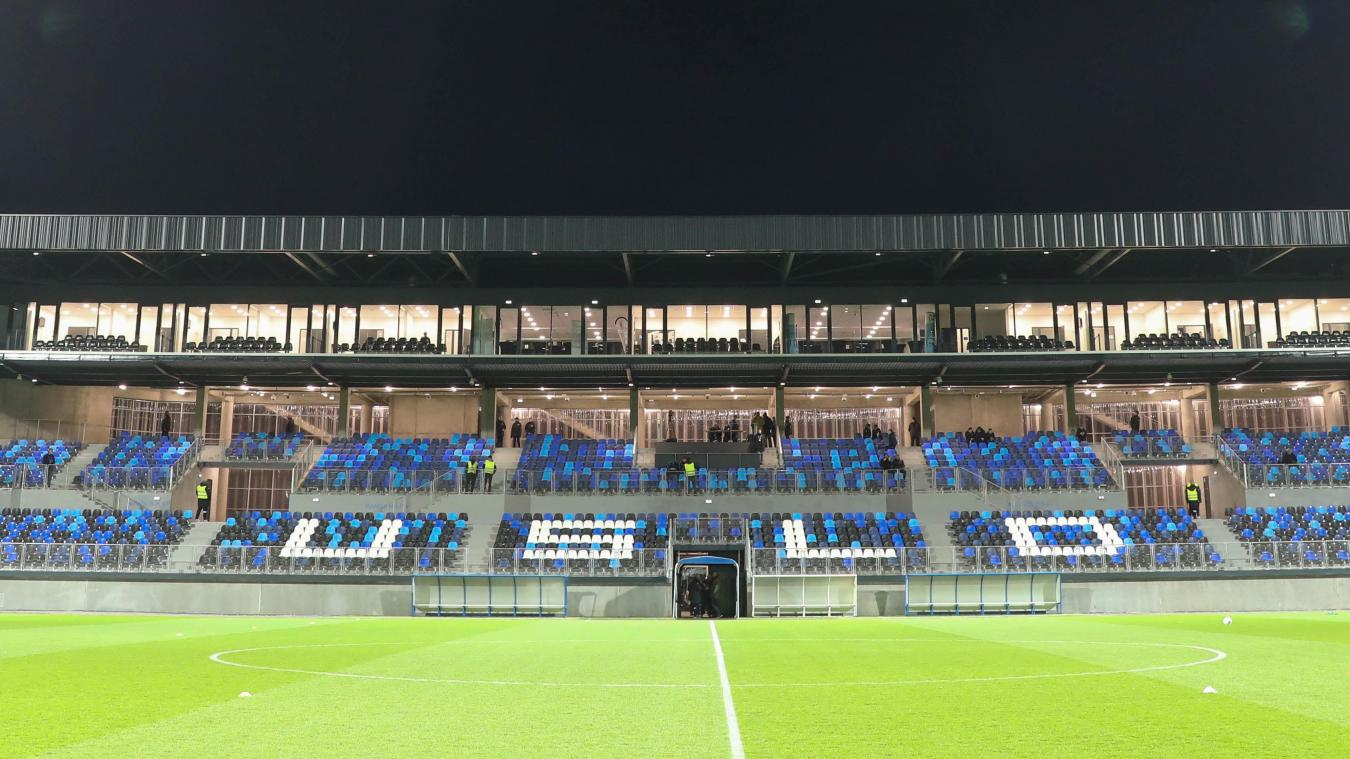
Tribune principale de Stade en 2021

### Rénovation de Tribut de 2018 à 2021
Le stade se faisait vieillissant, en raison des normes de sécurité, le nombre de places n'était que de 3 000 places, la butte étant dangereuse ainsi que le bas de la tribune debout. Dans sa configuration de 3 000 places assises, le stade était à guichets fermés lors de la réception de Rennes le 4 janvier 2015 en Coupe de France.
Des travaux sont prévus à partir de janvier 2018 et doivent durer jusqu'en 2022. Ils prévoient la suppression de la butte et de la tribune debout (côté route) pour laisser la place à de nouvelles tribunes pour accroître la capacité à 5 000 places, répondant aux normes de Ligue 2 BKT et avec la capacité technique de l'étendre à 8 000 en installant des tribunes derrière les buts. La piste d'athlétisme sera supprimée afin de créer un stade « à l'anglaise » avec des tribunes au plus près de la nouvelle pelouse.
Le projet de rénovation du stade est porté par la communauté urbaine de Dunkerque (CUD) pour un coût total d'environ 14 millions d'euros. L'objectif de la rénovation est de moderniser les infrastructures du club avec l'installation d'une pelouse hybride, des vestiaires et des bureaux neufs et de nouveaux espaces de réception pour les partenaires. L'ouvrage qui se distingue par un ouvrage elliptique aux formes fluides et simples, avec un rideau de lames de bois permettra également d'embellir l’entrée de l’agglomération.
La restructuration architecturale du site a été dessinée par le cabinet d’architectes dunkerquois Sockeel associé au cabinet lillois OLGGA Architectes.
La déconstruction du stade débute en février 2018 et doit permettre au club d’avoir un nouvel équipement sportif pour sa montée en Ligue 2 BKT. La nouvelle enceinte, qui compte alors une cinquantaine de places réservées aux personnes à mobilité réduite, 138 places partenaires, 15 loges modulables – dont une loge présidentielle – et un salon de 350 m2 et un large parvis déambulatoire, permettant la circulation jusqu'aux tribunes.
Le 14 février 2020, la nouvelle tribune honneur est inaugurée à l'occasion de la rencontre face au FBBP et par une défaite des maritimes sur le score de 3 - 4.
Le 22 janvier 2022, le stade est totalement terminé et il est inauguré pour le Match USLD-FCSM de la saison 2021-2022 de Ligue 2 BKT et se soldera par un nul 0 - 0.

### 2022: la Ligue 2 BKT et les ambitions
Lors de la saison 2022 de Ligue 2 BKT le stade voit sa construction se terminer petit à petit, l'USLD peut alors utiliser son nouveau stade pour leur 2e saison de championnat professionnel. Malgré des difficultés sur le plan sportif, le nouveau stade semble déjà avoir retrouvé son ambiance d'avant avec des supporters toujours aussi nombreux.
Le stade peut désormais accueillir 5 000 personnes en saison régulière, avec la capacité d'en accueillir 8 000 à terme voire 10 000, bien que les investisseurs n'aient pas encore lancé le projet d'extension.
Au mois d'août, le stade est désigné pour accueillir la deuxième édition du Trophée des championnes, version féminine du Trophée des champions, le dimanche 28 août. La rencontre oppose, pour la seconde fois, l'Olympique lyonnais, vainqueur du Championnat de France, au Paris Saint-Germain, vainqueur de la Coupe de France. Il s'agit de la première finale à se tenir dans le stade Marcel Tribut.

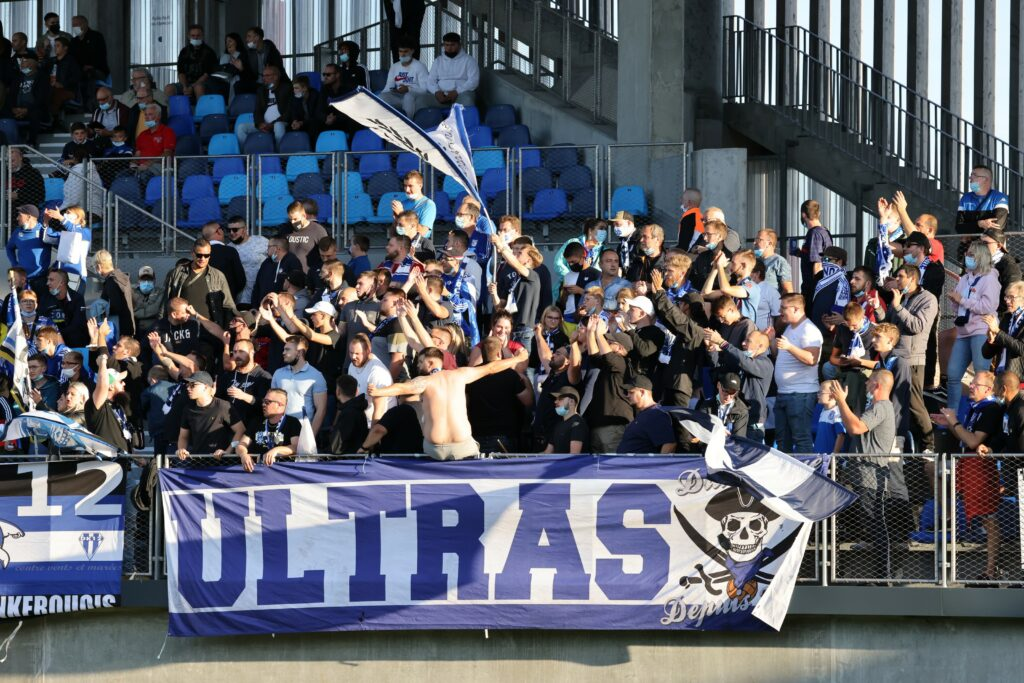
Supporters de l'USLD lors du match contre Nancy en Ligue 2 BKT en 2021

### Records d'affluence
- Le 5 mai 1971 : 11 700 spectateurs pour le quart de finale de Coupe de France de football contre le Lyon de Serge Chiesa, Fleury Di Nallo et de Raymond Domenech.
- Le 13 mars 1992 : 8 348 spectateurs pour le 16e de finale de Coupe de France de football contre Association sportive de Saint-Étienne[7]
- Le 4 mars 1995 : 7 300 spectateurs lors de la rencontre de Championnat de France de football D2 1994-1995 contre l'Olympique de Marseille

## Événements
- Trophée des championnes 2022